# Wyborger Rajon
Der Wyborger Rajon (russisch Выборгский район) ist ein Stadtbezirk von Sankt Petersburg.

## Gliederung
Der Stadtbezirk besteht folgenden acht Stadtteilen:
- Lewaschowo (Левашово)
- Pargolowo (Парголово)
- Sampsonowskoje (Сампсониевское)
- Swetlanowskoje (Светлановское)
- Sosnowskoje (Сосновское)
- dem 15. Stadtbezirk (15 муниципальный округ Санкт-Петербурга/15 munizipalny okrug Sankt-Peterburga)
- Parnas (Парнас)
- Schuwalowo-Oserki (Шувалово-Озерки)

## Wirtschaft
Im Rajon waren 2007 30.722 Unternehmen beheimatet, die etwa 140.000 Arbeitnehmer beschäftigten.

## Geschichte
Der Wyborger Rajon ist der Nachfolger der vorrevolutionären Wyborger Seite. Ursprünglich wurde so der gesamte rechts von der Newa gelegene Teil Sankt Petersburgs genannt, da hier die Straße nach Wyborg begann.
Am 28. Januar 1952 wurde durch einen Ukas des Präsidiums des Obersten Sowjets der RSFSR der Wyborger Rajon Leningrads in Stalin-Rajon umbenannt. Am 23. Dezember 1957 erfolgte die Rückbenennung.